# NGC 6155
NGC 6155 est une galaxie spirale barrée située dans la constellation d'Hercule. Sa vitesse par rapport au fond diffus cosmologique est de 2 427 ± 5 km/s, ce qui correspond à une distance de Hubble de 35,8 ± 2,5 Mpc (∼117 millions d'al). NGC 6155 a été découverte par l'astronome germano-britannique William Herschel en 1787.
NGC 6155 est une galaxie du champ, c'est-à-dire qu'elle n'appartient pas à un amas ou un groupe et qu'elle est donc gravitationnellement isolée.
À ce jour, quatre mesures non basées sur le décalage vers le rouge (redshift) donnent une distance de 26,100 ± 2,126 Mpc (∼85,1 millions d'al), ce qui est à l'extérieur des valeurs de la distance de Hubble.